# Supercopa Libertadores 1992
Supercopa Libertadores 1992 var den femte säsongen av den sydamerikanska fotbollsturneringen Supercopa Libetadores. För 1992 års säsong deltog 16 lag, alla tidigare vinnare av Copa Libertadores (det var så lagen kvalificerades). São Paulo från Brasilien deltog för första gången efter att ha vunnit Copa Libertadores 1992. Lagen spelade utslagsmöten tills en vinnare korades, som till slut blev Cruzeiro från Brasilien, som vann för andra året i rad.

## Första omgången
| Lag 1              | Totalt      | Lag 2         | Möte 1 | Möte 2 |
| Boca Juniors       | 2–2 (3–4 s) | Estudiantes   | 2–1    | 0–1    |
| Santos             | 2–5         | São Paulo     | 1–1    | 1–4    |
| Colo-Colo          | 1–1 (2–3 s) | Olimpia       | 1–0    | 0–1    |
| Argentinos Juniors | 1–5         | River Plate   | 1–2    | 0–3    |
| Peñarol            | 2–3         | Nacional      | 2–2    | 0–1    |
| Racing Club        | 2–1         | Independiente | 2–1    | 0–0    |
| Grêmio             | 1–2         | Flamengo      | 1–1    | 0–1    |
| Atlético Nacional  | 1–9         | Cruzeiro      | 1–1    | 0–8    |

## Kvartsfinal
Nacional var tvungna att lämna walkover på grund av en spelarstrejk.
| Lag 1       | Totalt      | Lag 2       | Möte 1 | Möte 2 |
| São Paulo   | 1–4         | Olimpia     | 1–2    | 0–2    |
| Cruzeiro    | 2–2 (5–4 s) | River Plate | 2–0    | 0–2    |
| Flamengo    | 2–1         | Estudiantes | 1–0    | 1–1    |
| Racing Club | WO          | Nacional    | —      | —      |

## Semifinal
| Lag 1    | Totalt | Lag 2       | Möte 1 | Möte 2 |
| Flamengo | 3–4    | Racing Club | 3–3    | 0–1    |
| Olimpia  | 2–3    | Cruzeiro    | 0–1    | 2–2    |

## Final
| Lag 1    | Totalt | Lag 2       | Möte 1 | Möte 2 |
| Cruzeiro | 4–1    | Racing Club | 4–0    | 0–1    |